# Schelpkade

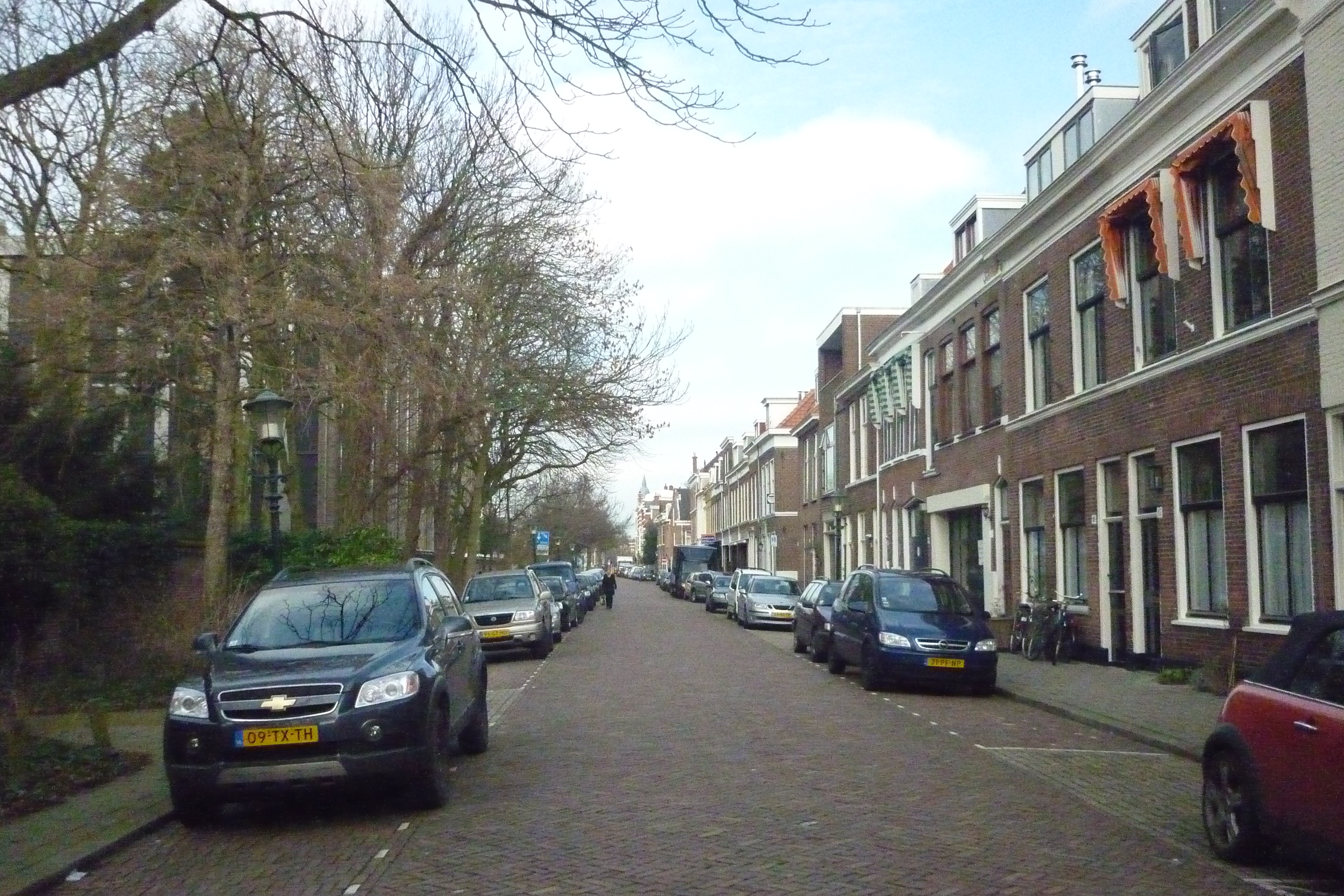
Achter de bomen is de Willemshof te zien.

De Schelpkade is een oude straat in de wijk Willemspark in Den Haag. Het is een zijstraat van de Javastraat ter hoogte van het Nassauplein. De Schelpkade vormt de scheiding tussen Willemspark I en II. Aan de NO-kant van de Schelpkade is Willemspark I tot aan de Zeestraat en aan de ZW-kant is Willemspark II tot aan de Koninginnegracht.

## Geschiedenis
Het water van de Schelpsloot kwam van de Noord-Singelgracht (nu Mauritskade) en ging via de Schelpsloot en de Nassaukade (nu Nassauplein) naar Duinweide (nu Archipelbuurt) waar het vlak bij de begraafplaats uitmondde in het Kanaal. Vandaar konden schuiten naar Scheveningen varen. Aan het einde van het Kanaal was een binnenhaven, zoals te zien is op het Panorama Mesdag. Schelpen werden vanaf het strand per kar naar de binnenhaven gebracht, en vandaar naar de stad gevaren, waar ze voor de huizenbouw werden gebruikt en voor het aanleggen van paden.
De Schelpkade werd in 1840 aangelegd. De Nassaukade werd in 1883 overkluisd, de Schelpkade iets later.

## De panden

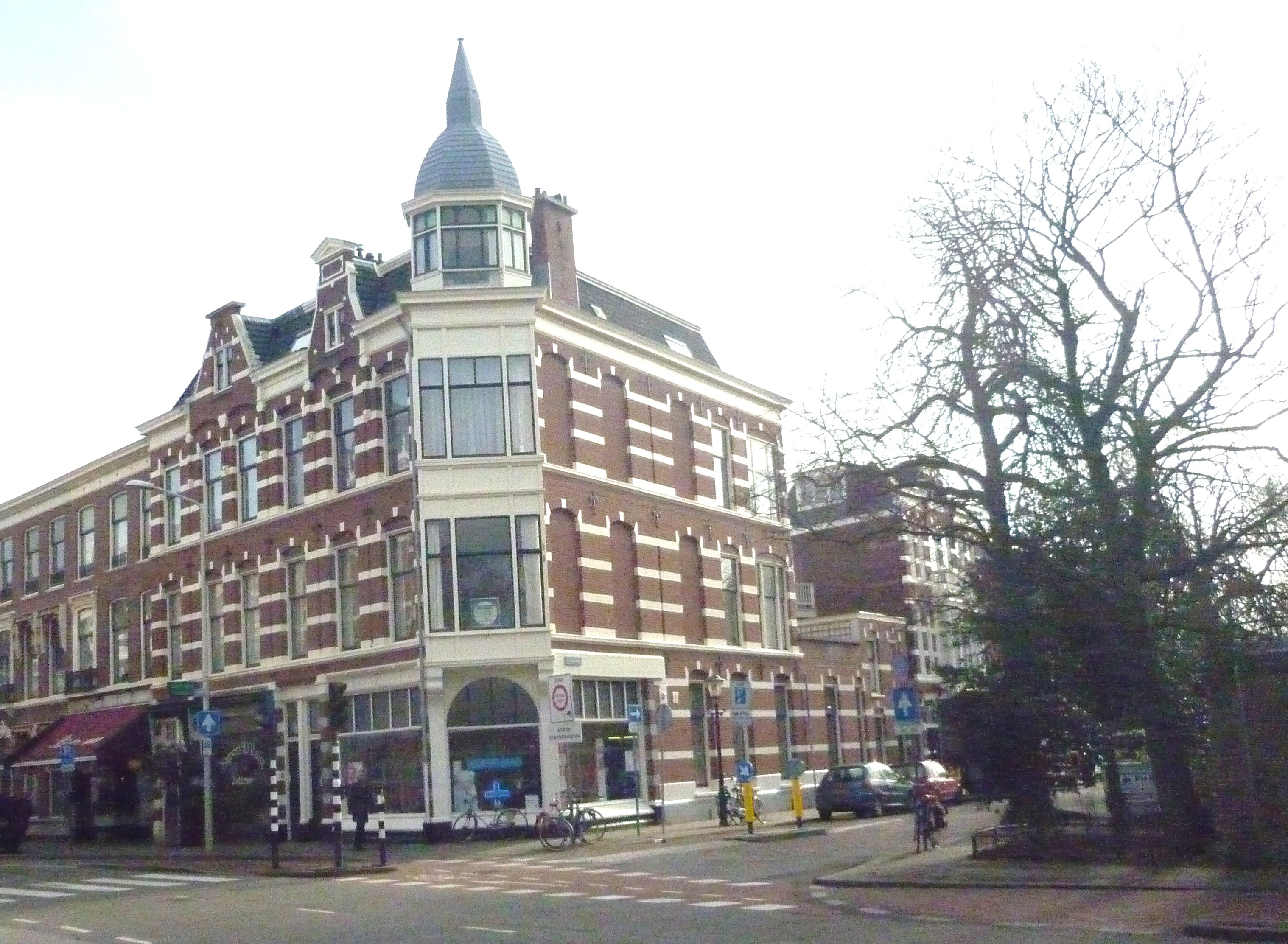
Java apotheek

Alleen de NO-kant van de straat heeft huizen, een deel heeft inpandige garages. Lada-dealer Groenewegen had er negen garages waar vroeger keuringstations van de K.N.A.C. gevestigd waren. Ze zijn gebouwd tussen 1860 en 1910. 
Op de hoek van de Javastraat staat een imposant gebouw waar vroeger een kruidenier was en waar sinds 2002 de Java Apotheek is gevestigd.

Aan die kant van de Schelpkade staat ook nog de voormalige school van H. Scheepstra, die samen met Jan Ligthart de boekjes van Ot en Sien schreef. De school is nu een kinderdagverblijf.
De overkant heeft enkele oude bomen en lage bosjes. Door de bomen is de achterkant van de panden aan de Nassaulaan te zien. Daar hebben veel panden een kantoorbestemming, waardoor veel tuinen parkeerterrein zijn geworden.

## Zijstraten
De Schelpkade heeft twee zijstraten.

Vanuit de Javastraat is de eerste zijstraat de Kerkstraat, die de verbinding is tussen de voormalige Frederikskazerne en de stallen van koning Willem II in de Nassaulaan. Vroeger heette deze straat de Schelplaan. Toen de manege in de Nassaulaan in 1963 een kerk werd en de naam Willemskerk kreeg, werd de Schelplaan de Kerkstraat genoemd.
De tweede zijstraat is de Schelpstraat. Deze is heel kort en is alleen bekend omdat hier het Hofje van Lammers is. Aan het einde maakt de straat een bocht van negentig graden, na de bocht heet dit de Prinses Mariestraat, hij komt uit bij de Frederikstraat.

## Verkeer
Doordat men vanuit de Schelpkade tegenwoordig niet meer de Javastraat mag inrijden en vanuit de Frederikstraat niet meer de Mauritskade op mag, is er geen sluipverkeer meer in deze straten.